# Charmoille (Jura)
Charmoille es una antigua comuna suiza del cantón del Jura, situada en el distrito de Porrentruy. El 1 de enero de 2009 se fusionó con los municipios de Asuel, Fregiécourt, Miécourt y Pleujouse para formar la comuna de La Baroche.
El municipio limitaba con las comunas de Pleigne, Pleujouse, Fregiécourt y Miécourt en Suiza, y con Levoncourt, Oberlarg, Lucelle en Francia.